# سيلدينافيل
سيلدينافيل والذي يعرف بالاسم التجاري فياغرا (أو فياجرا) هو مستحضر طبي أنتجته شركة العقاقير العالمية فايزر. يُؤخد علاج الفياغرا لعلاج حالات الضعف أو العجز الجنسي لدى الرجال.

## لمحة تاريخية
تماماً كأيّ من الاختراعات أو الاكتشافات العلمية التي يقوم بها الباحث بمحاولة للعثور على حل لمشكلة معينة أو إجابة لسؤال معين، فيكتشف في بحثه هذا هذه المادة التي لم يخطط لاكتشافها أو تلك الحقيقة العلمية التي هي أيضاً لم ينو التّوصل إليها، فعقار فياغرا هو الآخر تم العثور عليه بمحض الصدفة حين كان البحث يسير في اتجاه إيجاد دواء لمرض القلب، ولاحظ الباحثون أن الدواء يسبب تحسناً في خاصّية الانتصاب لدى الذّكور. تم توثيق الدواء في مكتب براءة الاختراع في العام 1996 وتم اعتماده من قبل «هيئة الغذاء والأدوية» الأمريكية في 27 مارس 1998 كمُنْتج صالح للاستعمال الآدمي وكأول دواء لمعالجة العجز الجنسي لدى الرجال.
لاقى الدواء فياغرا نجاحاً منقطع النظير وبالرّغم من أن هذه النوعية من الأدوية لا تصرف إلا بوصفة طبيّة، إلا ان إعلانات هذا الدواء انتشرت في كل مكان وأشهرها الإعلان التجاري التلفزيوني الذي يظهر فيه الدواء مع مرشّح الرّئاسة الجمهوري المشهور «بوب دول» ناهيك عن إعلانات شبكة إنترنت التي يتمّ تداول الدواء من خلالها عن طريق إجابة بعض الأسئلة ممن يرغبون في شراء هذا المستحضر عن طريق إنترنت.
ومما لاشك فيه أن هذا المستحضر جربه أناس لا يشكون من عجز أو ضعف جنسي ولكن تعاطيهم لمستحضر الفياغرا نابع من حب الاستطلاع والتجربة. تجدر الإشارة أن مبيعات هذا المستحضر (فياغرا) السنويّة بين الأعوام 2001-1999 قد فاقت المليار دولار.

## دواعي الاستعمال
تعتمد آلية عمل هذا العقار على تثبيط الإنزيم PDE5. الهدف منه علاج المشاكل الجنسية الوظيفية مثل الضعف الجنسي وضعف الانتصاب، فعند حدوث إثارة جنسية يساعد هذا الدواء على تدفق الدم إلي القضيب فيحفز على الإنتصاب و استمراره. هذا الدواء غير مخصص للسيدات أو الأطفال، كما أنه لا يحمي من الأمراض المعدية التي تنتقل بالجماع مثل الإيدز (AIDS).

## الجرعة

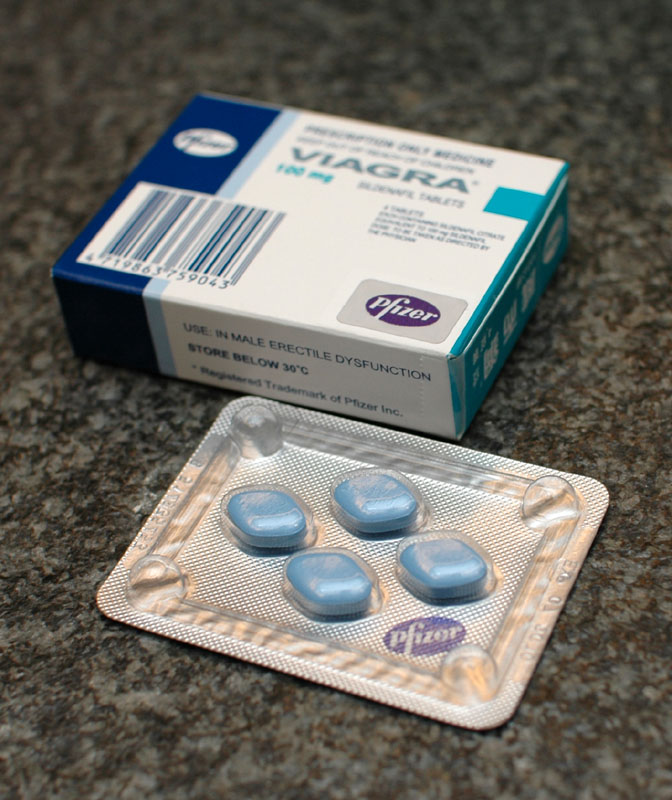
فياغرا

يأخذ الدواء شكل الكبسولة وهي ذات لون أزرق وتظهر على أحد جانبيها كلمة "Pfizer" وعلى الجانب الآخر "VGR xx" ويستعاض عن "xx" بـ 25، 50، 100ملليجرام للدلالة على جرعة الكبسولة.

## موانع الاستعمال
مرضى القلب أو الذين يعانون من خلل في الضغط فانه قد يشكل خطرا على حياتهم. وقد حصلت عدة حالات وفاة في الولايات المتحدة الأمريكية نتيجة لذلك. لهذا يجب التأكيد على استشارة الطبيب قبل تناول العقار. ويطبق ذلك أيضا على المصابين ببعض الأمراض مثل الأنيميا المنجلية، وقرحة المعدة، وسرطان الدم، أو الذين يعانون من إعاقة ولادية في القضيب. ولأن السيلدينافيل يقوي تأثير النترات العضوية كالنيتروجليسيرن والآيزوسربيد ثنائي النترات وأحادي النترات فإنه ينصح بترك فاصل زمني مقداره ست ساعات بين العقارين لتجنب الانخفاض الخطير في ضغط الدم الذي يسببه إعطاء العقارين معا.

## الآثار الجانبية
هنالك العديد من الأعراض الجانبية والأخطار التي بدأت تظهر وتشكل قلقا كبيرا في الأوساط الطبية، منها البسيطة مثل الصداع وآلام في المعدة أو التهابات في المجاري البولية. ولكن خطورتها قد تكمن أحيانا في حدوث ضعف في البصر وحساسية للضوء ولبعض الألوان كالأخضر والأزرق
ينصح الأطباء بإجراء فحص شامل للتأكد من السلامة الصحية قبل تناول الفياغرا، وان لا يتناول الشخص أكثر من حبة واحدة في اليوم لخطورة ذلك.

## التفاعلات الدوائية
من الممكن أن تسبب التفاعلات الدوائية أعراضا جانبية غير مرغوب فيها أو تعوق فاعلية الدواء، فهناك بعض الأدوية أو الحالات الصحية التي يمكن أن تتداخل مع هذا الدواء، اخبر الطبيب والصيدلي بكل الوصفات الطبية التي تخصك وبكل الأدوية التي تتناولها.

## وصلات خارجية
- الموقع الرسمي للفياغرا
- الموقع الرسمي للريفاتيو
- الموقع الرسمي لفايزر
- معلومات المستهلك من هيئة الغذاء والدواء الأمريكية
- معلومات عن الآثار الجانبية من موقع MedlinePLUS